# Kebapche

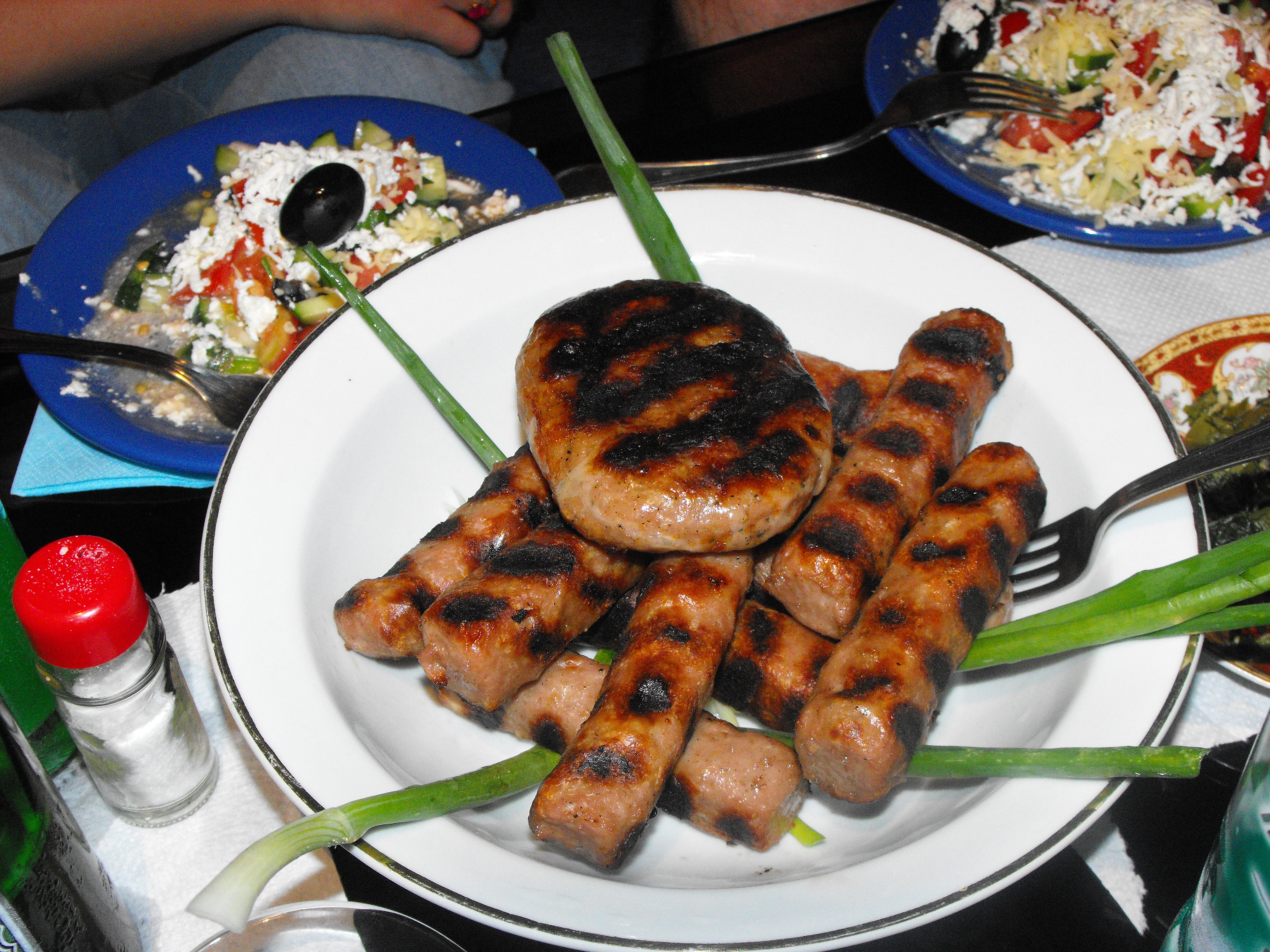
Un piatto di kebapcheta e una kyufte (polpetta).

Il kebapche (in bulgaro: кебапче, plurale: кебапчета, kebapcheta) è un piatto tipico della cucina bulgara a base di carne macinata e spezie.

## Descrizione
Il nome kebapche ha origine dalla parola turca kebab con l'aggiunta del suffisso diminutivo neutro bulgaro che.
La carne usata è solitamente un mix di macinato di suino e di manzo, tuttavia esiste anche una variante che prevede l'utilizzo di sola carne di maiale. Una volta macinata la carne, essa viene modellata in una forma cilindrica allungata e condita. Le spezie maggiormente impiegate per il condimento sono il pepe nero ed il cumino oltre ad un'aggiunta di sale. La carne viene poi cotta alla griglia. I kebapcheta vengono solitamente accompagnati con patate fritte, formaggio sirene grattugiato e salsa ljutenica.
Sono molto simili ai ćevapčići dei paesi balcanici, l'unica differenza tra i due piatti è la misura. I kebapcheta bulgari sono più lunghi dei cevapcici.